# Erik Petersen
Erik Petersen (Koppenhága, 1939. szeptember 23. –) olimpiai bajnok dán evezős.

## Pályafutása
Az 1964-es tokiói olimpián aranyérmet szerzett kormányos nélküli négyesben John Hansennel, Bjørn Hasløvval és Kurt Helmudttal. Európa-bajnokságon egy ezüst-, világbajnokságon egy bronzérmet szerzett ugyan ebben a versenyszámban.

## Sikerei, díjai
- Olimpiai játékok
  - aranyérmes: 1964, Tokió (kormányos nélküli négyes)
- Világbajnokság
  - bronzérmes: 1970 (kormányos nélküli négyes)
- Európa-bajnokság
  - ezüstérmes: 1964 (kormányos nélküli négyes)